# オークランド島
オークランド島（英語: Auckland Island）はニュージーランド南方の太平洋上に浮かぶオークランド諸島の本島である無人島。他の亜南極諸島と共に、「ニュージーランドの亜南極諸島」としてユネスコの世界遺産に登録されている。

## 概要
陸地面積は510km2であり、島の長さは42km程である。険しい崖と荒涼とした地形が特徴的であり、島の最高部は600m以上の高さになる。顕著な峰としては650mのカバーン峰（Cavern Peak）、635mのレイナル山（Raynal）、630mのデュルビル山（D'Urville）、610mのイーストン山（Easton）、550mほどのバベルの塔（Tower of Babel）などが存在する。
島は南部が広がっており26km程の幅になっている。さらに南のアダムズ島との間には小さな水道があり、アダムス海峡と呼ばれるほか、海峡中央部で湾のように島内に向かって入り組んでいるためカーンレイ・ハーバー（Carnley Harbour）として知られる。この海峡部はかつての火山の火口の名残と考えられており、アダムズ島とオークランド島南部は火口縁と考えられている。カーンレイ・ハーバーの西端の3km程北3 km (1.9 mi)の位置に存在するロヴィット岬（Cape Lovitt）はニュージーランド最西端の地となっている。

## 動物相
オークランドウ、クリイロコガモ、オークランドクイナ、オークランドムカシジシギなど数種類の海鳥の繁殖地群としての重要性からバードライフ・インターナショナルによって識別されたオークランド島群重要野鳥生息地 (IBA)の一部となっている。

### ヤギ
ヤギは19世紀後半に遭難者避難所にたどり着いた船乗りの食料として複数回島に持ち込まれ、最小で1匹が1865年にオークランド諸島で開放されている。1970年代、島内北東のポート・ロスの北西部に定住する100匹程度の群れが唯一残った。1986年と1987年に、60匹が島内からニュージーランドの本土へ移動され、飼育下で繁殖させることになった。残りの動物は根絶されることが決定され、1992年までに完了した。1999年の調査で、ニュージーランド本土へ移送したヤギの集団は絶滅していたとされる。
座標: 南緯50度41分 東経166度05分 / 南緯50.69度 東経166.08度

## その他
1955年の映画The Sea Chaseは第2次世界大戦の始めに、英豪海軍艦船から逃げているドイツの商船が描かれている。映画はハワイで撮影されたものであるが、話中でこの船はオークランド島に停泊し遭難者避難所から備蓄食料を奪い、ナチス寄りの将校は島内で発見した3人の遭難漁民を撃ち、その後別の舟がその死体を見つけ、ドイツ船を追いかけるという内容になっている。
この内容は北ドイツロイドの汽船Erlangenの失敗から着想を得ている。

## ギャラリー

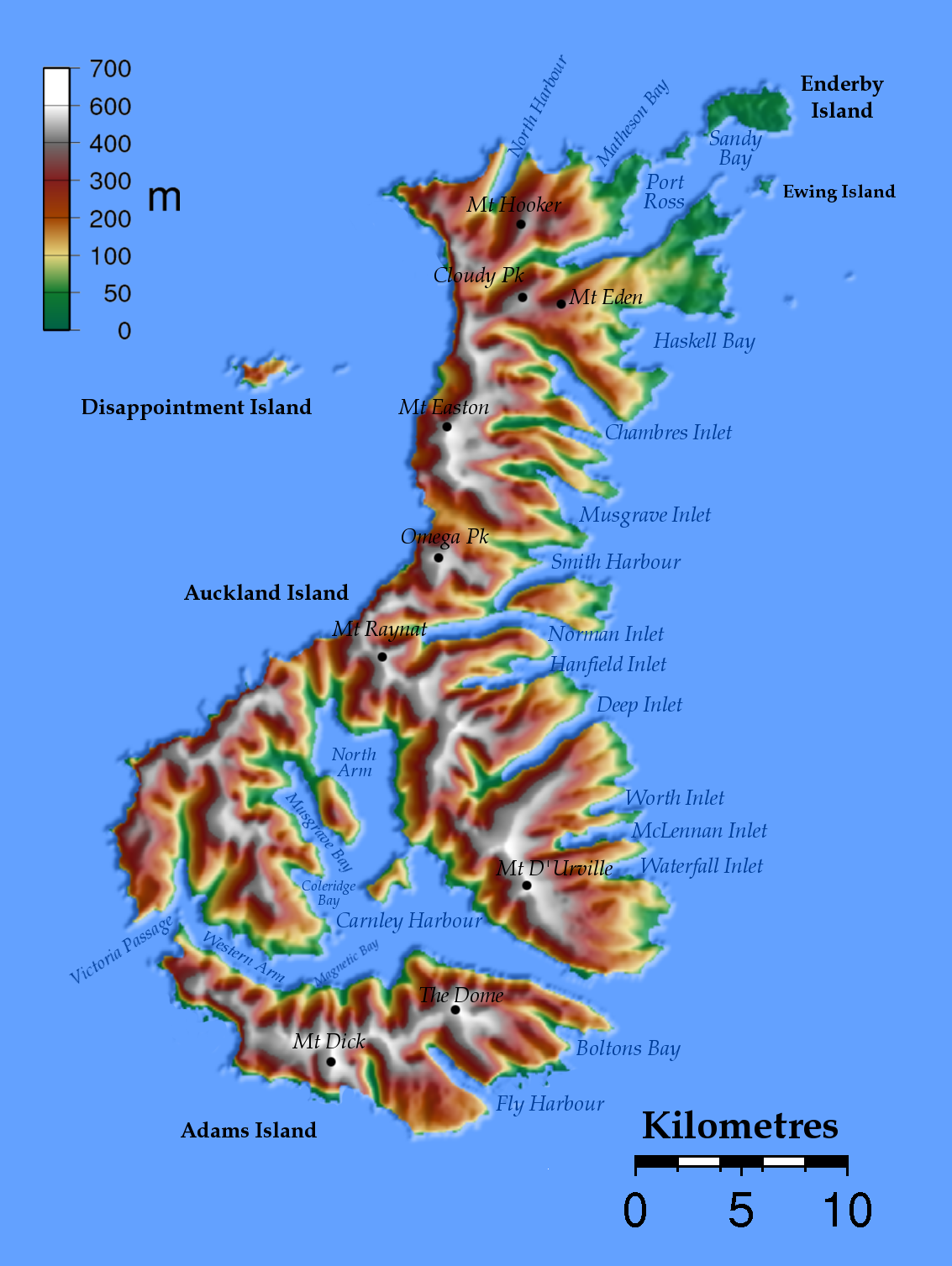
オークランド島地図
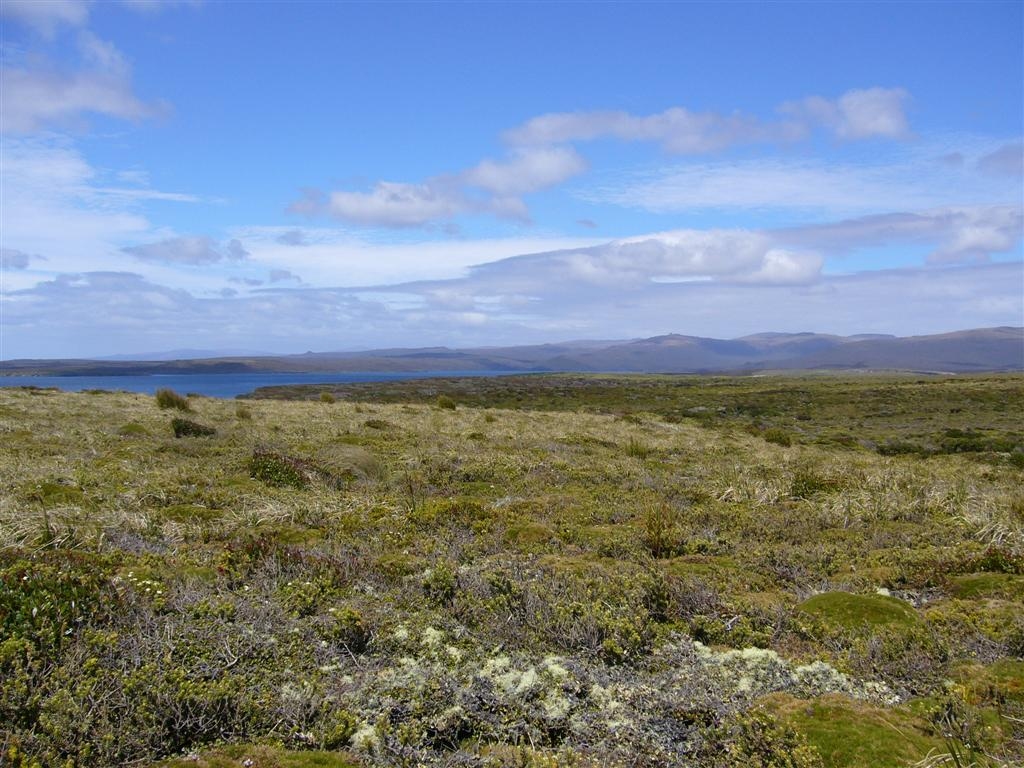
エンダービー島から見たオークランド島北端
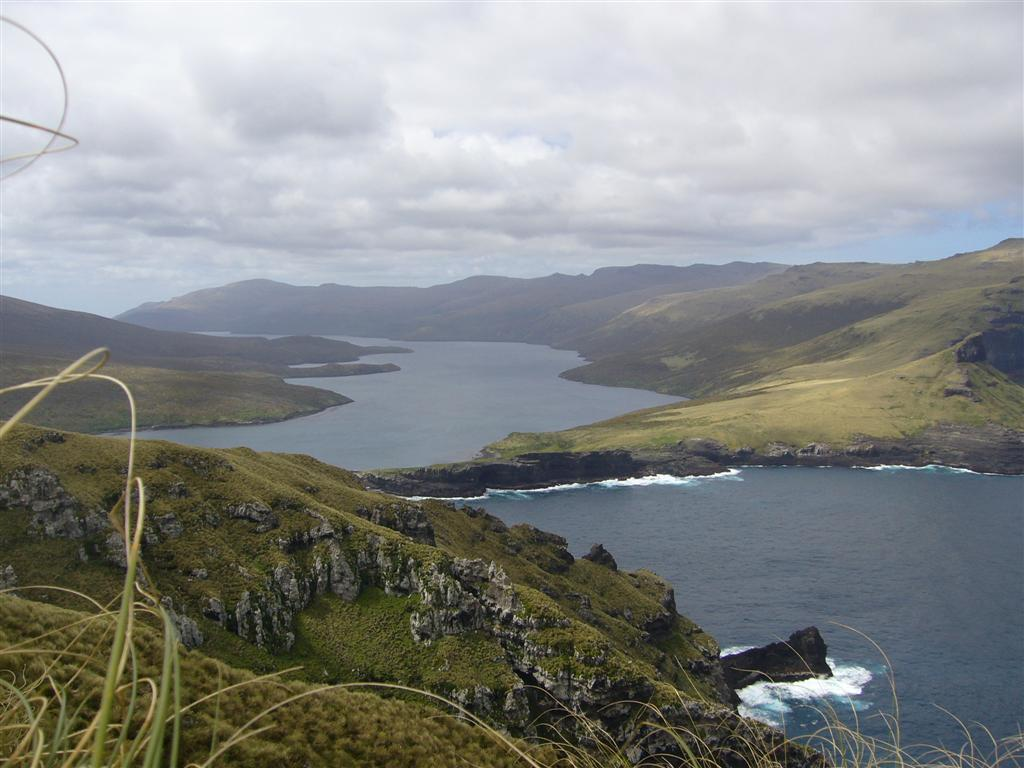
オークランド島、カーンレイ・ハーバー、アダムス島

## 註
1. ↑  BirdLife International. (2012). Important Bird Areas factsheet: Auckland Islands. Downloaded from http://www.birdlife.org on 2012-01-23.
2. ↑  Rare Breeds Conservation Society of New Zealand: Auckland Island Goats